# Притча о потерянной драхме

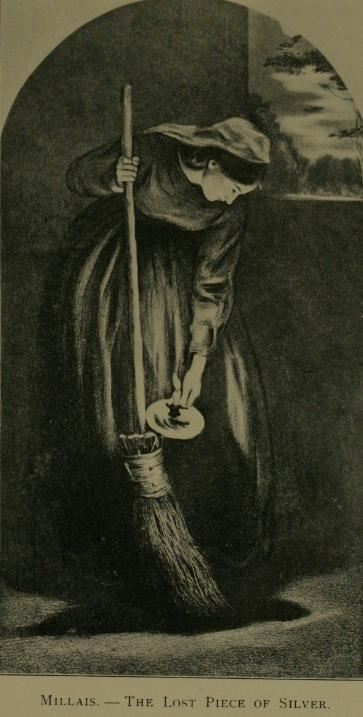
Найденная драхма
(Джон Эверетт Милле, 1864)

Притча о потерянной драхме — одна из притч Иисуса Христа, содержащаяся в Евангелии от Луки.

…какая женщина, имея десять драхм, если потеряет одну драхму, не зажжет свечи и не станет мести комнату и искать тщательно, пока не найдёт, а найдя, созовёт подруг и соседок и скажет: порадуйтесь со мною: я нашла потерянную драхму. Так, говорю вам, бывает радость у Ангелов Божиих и об одном грешнике кающемся.
— Лк. 15:8-10

## Богословское толкование
Данная притча была рассказана Иисусом Христом непосредственно после притчи о заблудившейся овце и имеет тот же смысл, состоящий в раскрытии величия любви и милосердия Божия к грешникам. В притче речь идет о драхме — мелкой серебряной монете весом 4,25 грамма. На её примере показана человеческая радость к потерянной и вновь найденной вещи, которая порой бывает больше, чем по отношению к не утерянным вещам, стоящим дороже.
Относительно образов, использованных в притче, приводят следующие толкования:
- женщина — Церковь, которая заботится о спасении грешников;
- ангелы — в греческом тексте употреблено выражение «пред Ангелами Божиими», что толкуется как радость Бога, которой он делится с предстоящими ему ангелами.